# Oribatula heterochaeta
Oribatula heterochaeta är en kvalsterart som först beskrevs av Feider, Vasiliu och Calugar 1970.  Oribatula heterochaeta ingår i släktet Oribatula och familjen Oribatulidae. Inga underarter finns listade i Catalogue of Life.